# Elmer Schoebel
Elmer Schoebel (8 de septiembre de 1896 - 14 de diciembre de 1970)  fue un pianista, compositor y arreglista de jazz estadounidense.

## Primeros años de vida
Nació en San Luis Este, Illinois, Estados Unidos.

## Carrera
Al principio de su carrera interpretó películas mudas en Champaign, Illinois. Después de pasar al vodevil a finales de la década de 1910, tocó con la 20th Century Jazz Band en Chicago en 1920. En 1922-23 fue miembro de los New Orleans Rhythm Kings, luego dirigió su propia banda, conocida como Midway Gardens Orchestra, Original Memphis Melody Boys y Chicago Blues Dance Orchestra, antes de unirse a Isham Jones en 1925. Después de regresar a Chicago, tocó con Louis Panico y Art Kassel, y realizó arreglos para Melrose Publishing House.
En la década de 1930, Schoebel escribió y arregló, trabajando como arreglista jefe de la división editorial de Warner Brothers. A partir de la década de 1940 actuó con Conrad Janis, Rhythm Rebels de Blue Steele (1958) y con sus propios conjuntos en San Petersburgo, Florida. Continuó jugando hasta su muerte.

## Composiciones
Schoebel escribió varios estándares, incluidos "Bugle Call Rag ", "Stomp Off, Let's Go", "Nobody's Sweetheart Now", "Farewell Blues" y "Prince of Wails". "Prince of Wails" fue la única composición que Schoebel registró como líder, en 1929 como Brunswick 4652. También escribió "I Never Knew What A Girl Could Do", "Oriental" y "Discontented Blues", mientras era miembro de los New Orleans Rhythm Kings.